# Laibach Remixes
Laibach Remixes è il primo EP del gruppo musicale death metal statunitense Morbid Angel pubblicato nel 1994 dall'etichetta discografica Earache Records.

## Il disco
Il disco uscì in formato CD e su disco in vinile da 12" e nel 1995 venne edito su musicassetta dalla label polacca Metal Mind Productions.
L'EP si compone di quattro tracce, riproponendo due canzoni estratte dall'album Covenant in due arrangiamenti differenti. I brani inclusi sono God of Emptiness e Sworn to the Black, presenti sia in versione originale che in versione remix. Questi ultimi vennero realizzati in collaborazione con la band industrial Laibach.
Si tratta del primo esperimento di questo genere, in seguito riproposto con l'album di remix Illud Divinum Insanus - The Remixes.

## Tracce
Testi di David Vincent, musiche di Trey Azagthoth.
1. God of Emptiness – 5:28
2. Sworn to the Black – 4:03
3. Sworn to the Black (remix) – 4:16 – remixata da Laibach
4. God of Emptiness (remix) – 5:37 – remixata da Laibach

## Formazione
- David Vincent – voce, basso
- Trey Azagthoth – chitarra
- Pete Sandoval – batteria